# Брег при Кочевју
Брег при Кочевју (словен. Breg pri Kočevju) је насељено место у општини Кочевје, регија Југоисточна Словенија, Словенија.

## Историја
До територијалне реорганизације у Словенији био је у саставу старе општине Кочевје.

## Становништво
У попису становништва из 2011. године, Брег при Кочевју је имао 371 становника.
| Број становника према пописима | Број становника према пописима | Број становника према пописима |
| ------------------------------ | ------------------------------ | ------------------------------ |
| 1991                           | 2002                           | 2011                           |
| 308                            | 336                            | 371                            |

Напомена: До 1953. исказивано под именом Брег. Године 2000. умањено за део насеља који је проглашен за ново самостално насеље Подјетнишко насеље Кочевје.